# Yacimientos Carboníferos Río Turbio
Yacimiento Carbonífero Río Turbio (YCRT S.A.) es una empresa estatal perteneciente al Gobierno de Argentina dedicada a la minería de carbón y la producción de energía. En 1994 reemplazó a la antigua Yacimientos Carboníferos Fiscales. Entre 1994 y 2002 estuvo en manos privadas hasta ser intervenida estatalmente por el gobierno de Eduardo Duhalde. El actual interventor a cargo es Pablo Arriagada.
Ubicada en plena Patagonia Argentina, se compone del yacimiento carbonífero Río Turbio, el ramal Ferro industrial Río Turbio, una central eléctrica para uso interno de 21 MW y una central térmoeléctrica en funcionamiento conectada al Sistema Interconectado Nacional, de 240 MW. La Central fue restituida a la órbita de la empresa en 2020 luego de haber sido paralizada durante cuatro años. A fines de 2022 se puso en funcionamiento el Módulo 1 de la Central y se conectó al Sistema Argentino de Interconexión, consiguiendo el hito histórico de generar energía para todo el país desde Río Turbio, Santa Cruz. El Módulo 2 se encuentra en construcción. 
El día 23 de febrero de 2025 el presidente Javier Milei firmó un decreto en el cual está empresa pasa a ser una Sociedad Anónima.

## Historia

### Yacimientos Carboníferos Fiscales
El 6 de agosto de 1958 se creó la empresa Yacimientos Carboníferos Fiscales (YCF) que tomaba las funciones de la División Carbón Mineral de YPF, que hasta ese momento se había encargado de la explotación de las minas de la nación. La comercialización alcanzó su punto máximo en 1972 con 570.000 toneladas vendidas y de allí en más se estancó, debido a la falta de interés en el carbón como fuente generadora de electricidad en favor de la generación hidroeléctrica y nuclear.
Entre los años 1965 y 1990, la empresa logró depurar (en promedio) sólo el 51% de su producción, y vender (en promedio) tan sólo un 76,4% de su producción. La empresa contaba con una estructura de costos altamente deficitaria, que sólo logró ganancias en el período 1988/90. Esta situación generó que en 1993 la empresa fuera privatizada.

### Privatización y creación de YCRT

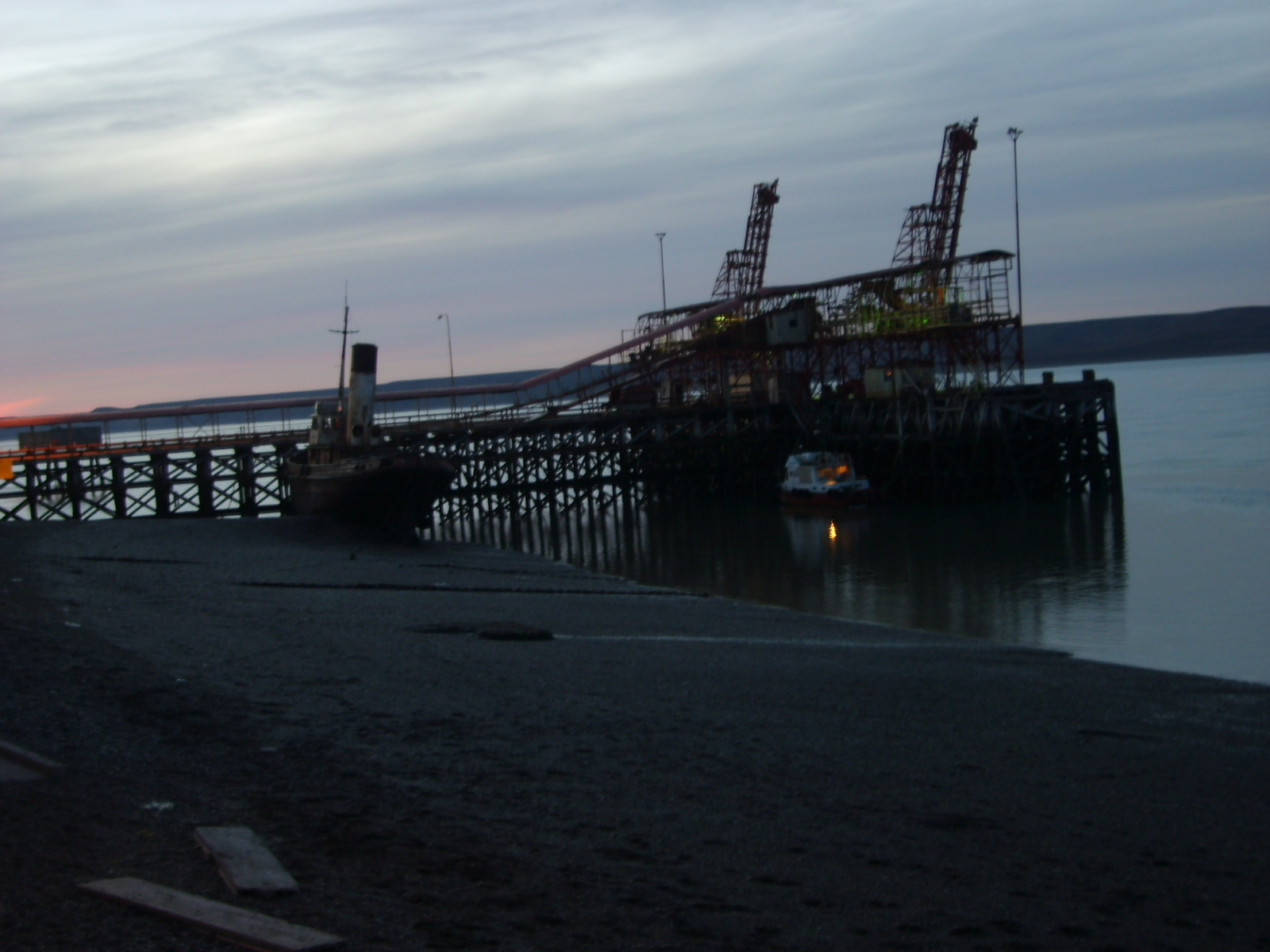
Muelle carbonífero de YCF en Río Gallegos.

En 1993 el entonces presidente Carlos Menem dictó el decreto 988 mediante el cual se dispuso la privatización, mediante entrega en concesión por un máximo de 20 años, de YCF. Previo a su entrega en concesión, el Estado ejecutó un plan de racionalización de la compañía, que incluía reducción de personal, la liquidación de inmuebles improductivos y la transferencia a la provincia de Santa Cruz de diversos servicios prestados previamente por YCF. De este modo, se pudo prescindir de 1710 trabajadores que hacían ineficiente a la compañía y menos atractiva para una privatización.
La privatización de la explotación de la mina se concretaría al año siguiente, resultando ganador un consorcio liderado por el grupo Taselli, quien decide cambiar la denominación de la empresa a YCRT S.A. Este grupo llegó a incluir diversas empresas, como Aceros Zapla,Materfer, Massey Fergusson y Transportes Metropolitano. También formaban parte del consorcio Dragados y Obras Portuarias SA (DyOPSA), ELEPRINT SA, Federación Argentina de Trabajadores de Luz y Fuerza (FATLyF) y IATE SA, con asesoramiento técnico de Skoda (que no participaba en el paquete accionario).
En julio de 1994 se entregó el derecho a explotación del complejo a Yacimientos Carboníferos de Río Turbio Sociedad Anónima (YCRT S.A). Se asignado un subsidio fijo anual que superaba los 20 millones y casi no se le exigió en términos de producción.
En el contrato de venta se estipuló que la compañía privatizada recibiera un subsidio estatal de 22,5 millones de pesos-dólares durante 10 años y un contrato de provisión de carbón a la usina térmica de San Nicolás. Esta central térmica, que al momento era propiedad estatal de Agua y Energía Eléctrica (posteriormente sería operada por la norteamericana AES) debería pagar por el carbón de Río Turbio un 20% más que el valor internacional. Cabe destacar que esta era la única central del país que usaba carbón, el resto producían utilizando gas.Aun así, el grupo Taselli no logró cumplir con el mínimo de producción ni con las inversiones estipuladas. Durante su gestión se redujó el personal (de 1.290 empleados estables en 1994 a 889 en el año 2000) y se traspasaron de manera irregular maquinarias a otras empresas suyas.
En agosto de 2001, la Nación dejó de girar el subsidio y la central de San Nicolás interrumpió sus compras de carbón. En enero de 2002, el Grupo Taselli abandonó la concesión y en mayo la empresa se declaró en convocatoria de acreedores. A raíz de esta situación, el empresario Sergio Taselli fue sometido a juicio acusado de presunta defraudación por administración fraudulenta con el agravante de haber sido cometidos en perjuicio del Estado o de la administración pública.

### Reestatización y gestión 2002-2015

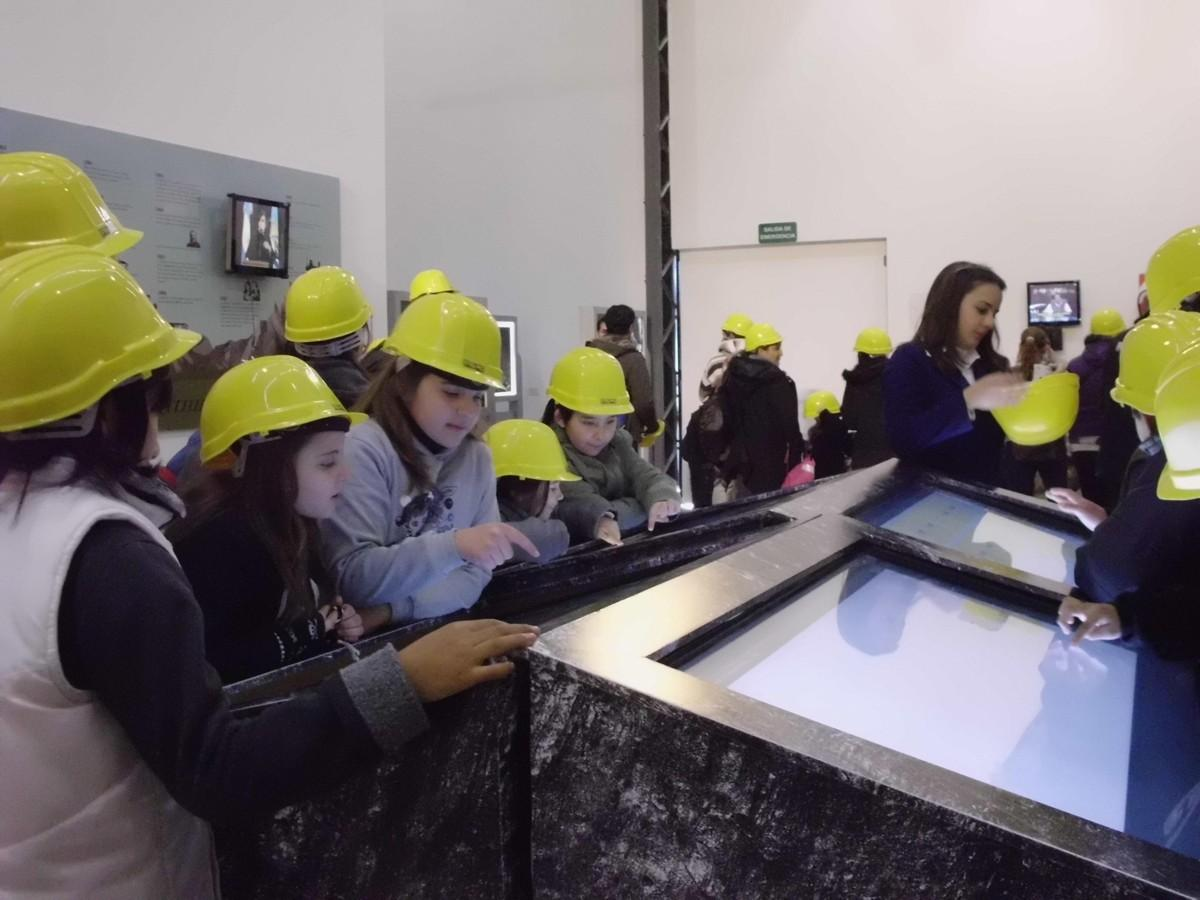
Stand de YCRT en Tecnópolis en 2012.

En 2002, el entonces presidente interino Eduardo Duhalde decidió intervenir la mina a través del decreto 1034/2002, convirtiéndose en la primera empresa privatizada que volvía a la administración estatal. Si bien el Estado recibió la firma en condiciones de abandono, y careciendo de un estatuto orgánico que determine su funcionamiento y forma de organización, se decidió continuar con la explotación, dado que la explotación de carbón es la principal actividad económica de la zona. Eduardo Arnold fue nombrado como interventor.
En junio de 2004 se produjo la Tragedia de Río Turbio, en la cual fallecieron 14 operarios de la mina. Luego del accidente, renunció el entonces interventor Esteban Loncaric y se designó en su lugar a Daniel Peralta. Desde este año, los interventores se comenzaron a designar con rango y jerarquía de Secretario de Estado. En diciembre de 2004, el Ministerio de Planificación Federal a cargo de Julio De Vido anunció la construcción de una central termoeléctrica de 35 MW, con una inversión de 40 millones de dólares. La central sería construida por Skoda.
En 2006, el ministro Julio de Vido anunció la construcción de una central térmica de 240 MW en Río Turbio, con el objetivo no solamente de generar energía, sino de generar demanda para el carbón de la mina que generaría 1400 puestos de trabajo, y la energía se volcaría al Sistema Nacional Interconectado para ser utilizada en todo el país. La central sería construida por la firma española Isolux Corsán, tras vencer en una licitación a la UTE conformada por Roggio y Skoda. La nueva central eléctrica demandaría 1,2 millones de toneladas de carbón al año, por lo que sería un impulso para duplicar la producción de la mina. Además, tendría la capacidad de procesar el carbón sin tener que depurarlo.

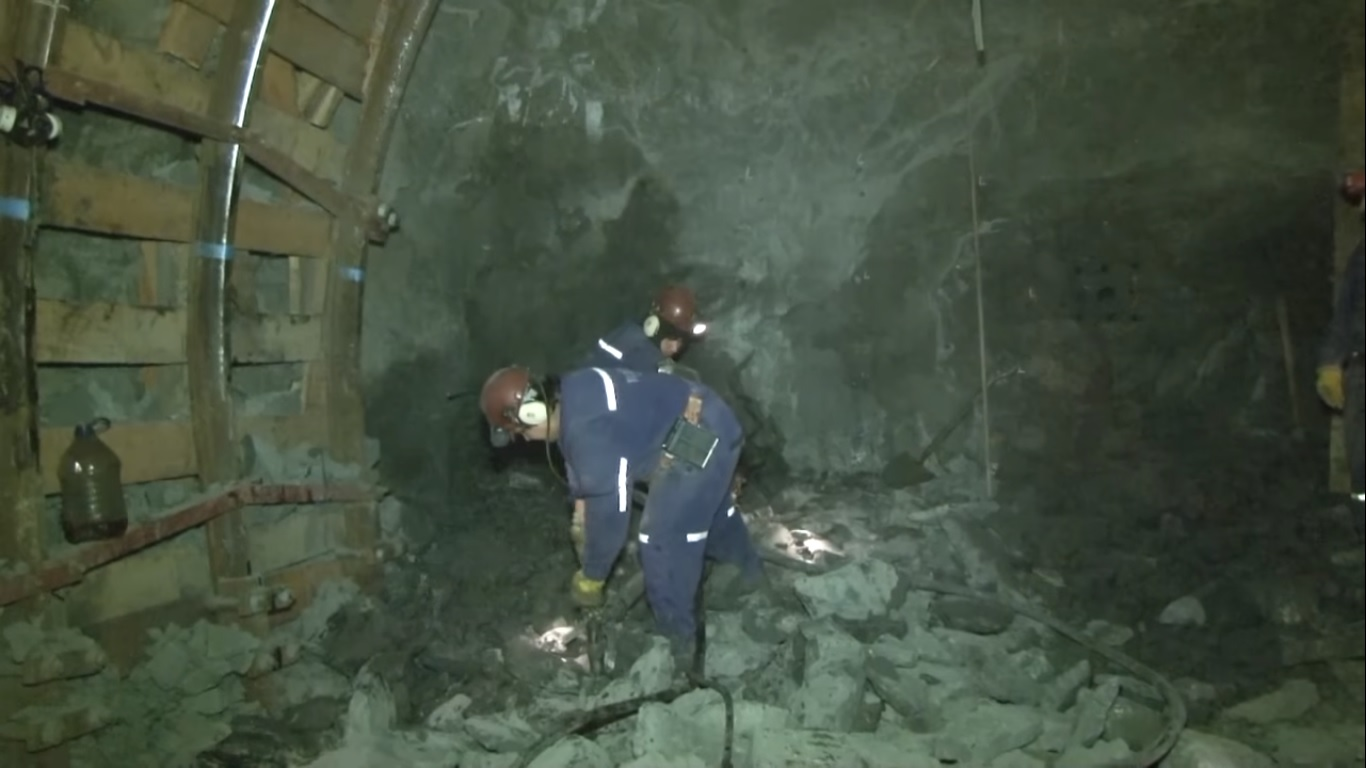
Interior de la mina (2013)

Gracias a las inversiones realizadas durante una década, en septiembre de 2013 se informó que en el año anterior YCRT había multiplicado en un 250 % su producción respecto al 2011. Para 2013 alcanzó una producción de 450 mil toneladas de carbón. Hacia noviembre de 2013 se realizaron obras de mantenimiento de la caldera 03 con la incorporación de accesorios de última tecnología para optimizar la capacidad de producción de energía. Como consecuencia de las inversiones realizadas, YCRT multiplicó 2,5 veces su producción respecto al 2011. Para 2013 el yacimiento disponía de una reserva proyectada de 450 millones de toneladas de carbón.
En septiembre de 2015 se inició el proceso de puesta en marcha del primer módulo de la central eléctrica utilizando fuel oil, un proceso que se estimó demandaría unos 12 meses en completarse. Este proceso fue interrumpido en noviembre de 2015. La segunda turbina se encontraba aún en construcción.
La inversión total para el desarrollo de la central ascendía en 2015 a 700 millones de dólares. La central térmica de Rio Turbio  posee una capacidad de 240 MW  aportando energía al interconectado nacional, al que se conectó por primera vez en agosto de 2015. La Central Termoeléctrica fue nombrada como 14 Mineros. Es la central térmica de carbón más austral del mundo y funciona exclusivamente con el carbón producido en la mina de Río Turbio. La central forma parte del Plan Energético Nacional anunciado en 2004 y produce energía para gran parte de la provincia de Santa Cruz abasteciendo a las ciudades de Río Turbio, 28 de Noviembre, la Cuenca, Calafate y casi la totalidad de Río Gallegos.

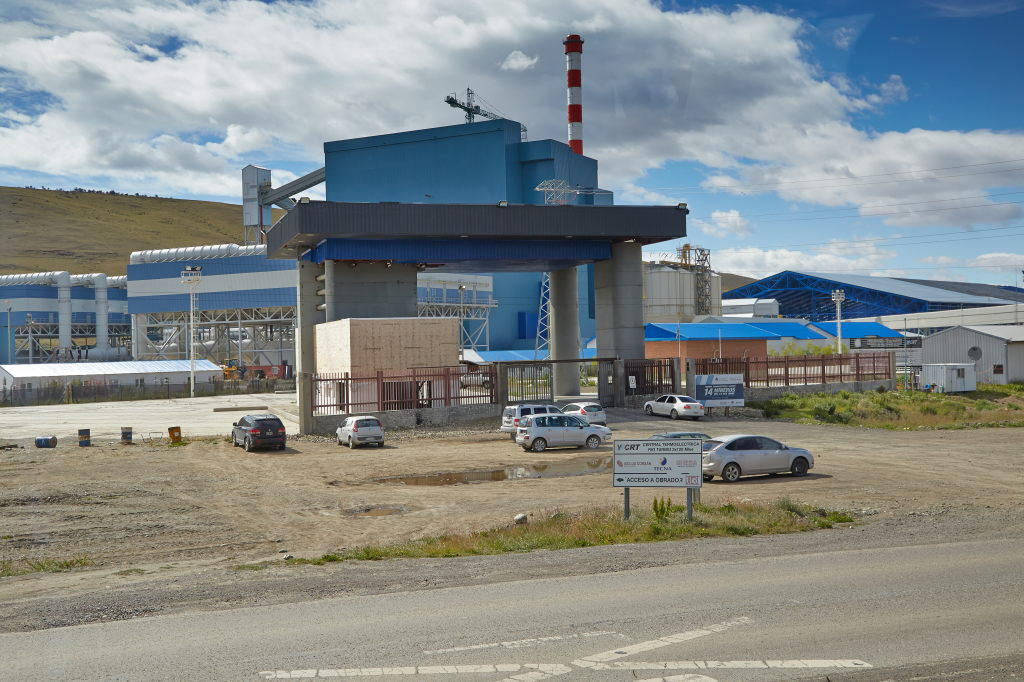
Central Termoeléctrica YCRT

A fines de noviembre de 2015 la Cámara de Diputados de la Nación dio media sanción al proyecto que impulsaba la creación de una nueva empresa que reemplazara a YCRT. Hasta el momento funcionaba como una intervención temporaria para regularizar la compañía. La nueva empresa, cuyo nombre sería Yacimientos Carboníferos Fiscales Sociedad del Estado (YCFSE), tendría el control del yacimiento, el complejo ferroportuario y la Central Termoeléctrica a Carbón de Río Turbio, se transferirían al Estado los bienes y el personal dependiente de Yacimientos Carboníferos Río Turbio (YCRT), así como los pasivos registrados hasta la fecha de creación de la nueva empresa.
Según el proyecto, la nueva YCFSE tendría derechos exclusivos de «exploración, explotación, comercialización y exportación del carbón y sus derivados directos e indirectos y de generación de la energía producida a través de la Central Termoeléctrica». El directorio de la compañía estaría compuesto por un presidente, un vicepresidente, tres directores ejecutivos, dos directores en representación del Estado Nacional, dos en representación de la provincia de Santa Cruz y uno por los trabajadores. Respecto a la titularidad, el 45 % del paquete accionario quedaría en poder del Estado nacional, otro porcentaje similar en manos de la provincia de Santa Cruz y un 10 % en manos de los trabajadores, bajo el régimen del Programa de Propiedad Participada (PPP), según lo establecido en la Ley 23.696. A su vez, los trabajadores también tendrían representación en el directorio. El 3 de diciembre de 2015, se iniciaron en la Cámara de Senadores las acciones a fin de aprobar el proyecto. El 9 de diciembre el tratamiento quedó bloqueado por falta de cuórum y la nueva empresa no llegó a crearse. El proyecto de creación de YCFSE volvió a tratarse a comienzos de mayo de 2016 pero tampoco logró ser aprobado.

#### Tragedia del 2004
El día 14 de junio de 2004 comenzó un incendio sobre una galería en las cintas destinadas a la extracción de carbón mineral. El incendio fue advertido por un operario electricista, quien efectuó las llamadas de alerta.
De los 100 trabajadores ubicados en el interior profundo de la mina, 50 subieron a un camión de trasporte de personal que los condujo por la galería hacia la zona del incendio. El transporte se detuvo luego de chocar con la estructura de sustentación de la galería, quedando los trabajadores inmersos en esa masa de humo y monóxido de carbono, sin elementos de protección respiratoria y con visibilidad nula. Solo pudieron escapar 36, falleciendo 14 trabajadores. 
La causa de la muerte de 13 de ellos fue la intoxicación por inhalación de monóxido de carbono, provocando paro cardio respiratorio, mientras que un trabajador falleció por politraumatismo y aplastamiento craneal por derrumbe.
Según la pericia de la Dirección de Policía Científica de Gendarmería Nacional grandes trozos de carbón trabaron la cinta transportadora haciendo que el tramo anterior continúe volcando material que se acumuló hasta llegar al techo de la galería. Con los motores en funcionamiento y el rozamiento de la cinta de goma, la temperatura aumentó generando el incendio dada la alta combustibilidad de los materiales cercanos (como carbón y madera). El incendio se propagó hasta que generó derrumbes en las galerías.
El Tribunal Oral Federal de Santa Cruz conluyó que el incendio se desarrolló en un periodo donde no funcionaron ninguno de los sistemas de control, tanto humano como electrónico, y que sólo fue descubierto por casualidad, por un electricista que decidió revisar la cinta.

### Gestión 2016-2019
En febrero de 2016, en el inicio de la presidencia de Mauricio Macri se ordenó una auditoría sobre la central termoeléctrica de Río Turbio, a ser realizada por la Sindicatura General de la Nación. Mientras tanto, se congeló el financiamiento de la obra, suspendiendo las obras. Para este entonces, una de las dos calderas de la planta generadora estaba terminada y a la otra le faltaba "entre un 17 y 25 por ciento para ser terminada", en palabras de Atanasio Pérez Osuna, intendente de la localidad, quien sería años más tarde detenido por una supuesta defraudación relacionada con la obra.
En mayo de 2016, Mauricio Macri expresó a un grupo de intendentes y legisladores de los pueblos de la cuenca carbonífera interesados en la creación de YCFSE que «Me informaron que [la mina] es inviable, está muy mal, han construido una usina para un carbón que no sirve. Me dicen mis asesores que la mina no está en condiciones de producir, y que debemos importar carbón de Chile». Se estimaba que a esa fecha la mina y en la planta generadora ocupaban a unos 2800 trabajadores.
Para este año, eran 13 las causas judiciales por manejo fraudulento de fondos iniciadas tras la auditoría. Esta auditoría fue cuestionada por los gremios, quienes criticaron el tiempo que demoró, manteniendo el trabajo de mina frenado. Se enviaron telegramas de despido a 470 mineros, de los cuales 270 aceptaron retiros voluntarios, una práctica criticada por los sindicatos. Para este año, 2500 habitantes de la zona de influencia de la mina se habían mudado.
En julio de 2017 desde sectores vinculados a los trabajadores de YCRT se denunciaron maniobras vinculadas al posible vaciamiento de la empresa. Los trabajadores impidieron una venta encubierta de bienes públicos al evitar que un camión particular retirara del predio de Punta Loyola materiales de trabajo de la empresa que el interventor de YCRT canjeó por una donación. Un camión perteneciente a una explotación agropecuaria, intentaba retirar 300 metros de cinta transportadora luego de acordar con el interventor y referente de Cambiemos en Santa Cruz una “donación” económica de 30 mil pesos.[cita requerida]
En octubre de 2017, el exministro Julio de Vido fue detenido (tras ser separado como diputado) por una presunta administración fraudulenta de YCRT por alrededor de 265 millones de pesos. También fue imputado en esta causa Roberto Baratta.
En 2018, se rescindió a Isolux Corsán el contrato de construcción de la central eléctrica, debido a incumplimientos por parte de la empresa sobre los plazos de ejecución de la obra. Además, la empresa se encontraba en concurso de acreedores y había abandonado otras obras en el país, como el Paseo del Bajo. La obra quedó desde entonces huérfana.
En marzo de 2018, fue detenido Juan Carlos Lascurain, expresidente de la UIA, por supuestas irregularidades en las obras de remodelación de YCRT.
A principios de 2019 volvió a estar operativo el puerto de Punta Loyola. Desde allí, en marzo de ese año, YCRT realizó su primera exportación en 6 años, consistente en 25 mil toneladas que fueron enviadas al sur de Brasil. Además se firmó un contrato para proveer de carbón a las caleras de San Juan y Mendoza. YCRT volvió a producir carbón de manera continua por primera vez en 10 años, con un total de 30 mil toneladas al mes.
Para el fin de la gestión de Omar Faruk Zeidán como interventor, 79 empleados habían sido despedidos y 500 se habían acogido a retiros voluntarios. Además, la compañía mostraba ingresos por 43 millones de pesos, frente a gastos totales por 2338 millones. Meses después Zeidán fue procesado por “administración fraudulenta”, sin prisión preventiva- incluyendo además a dos exfuncionarios de la gestión: Raúl Guimard y Sergio Lumachi siendo “responsable del delito de administración fraudulenta en perjuicio de la administración pública". En una causa por coimas y desvío de fondos públicos durante su intervención.

### Gestión 2020-2023
En 2020, en los inicios de la Presidencia de Alberto Fernández, Aníbal Fernández fue designado como interventor de YCRT. A 20 días de asumir, se despidieron a 417 trabajadores nombrados por la gestión anterior, algo que en palabras del interventor no fueron despidos sino revocaciones de designaciones mal hechas. Anunció además su intención de denunciar al interventor previo. Los despedidos no contaron con apoyo de los gremios.
El nuevo gobierno indicó su voluntad de terminar la central eléctrica y hacer productiva a la empresa. Indicaron como problemas los turnos de seis horas y la cantidad de feriados, requisitos gremiales por los que se rige la operación de la mina.
En julio de 2020, se produjo un vertido de entre 2000 y 3000 litros de aceite en el Río Primavera, a causa del congelamiento y rotura de caños en la usina 21MW del yacimiento. La situación fue denunciada por el sindicato de Luz y Fuerza ante la Secretaría de Medio Ambiente de la provincia.
En julio de 2022 se puso en funcionamiento la Central Termoeléctrica, y en un hito histórico para la cuenca se produjo la sincronización con el SADI (Sistema Argentino de Interconexión), aportando en el primer período de prueba 30MW, pasando luego a 60MW. Al mismo tiempo se comenzaron las obras para poner el funcionamiento el Módulo 2 y llegar a la capacidad completa de 240MW.
En noviembre de 2022 se puso en funcionamiento el Frente Largo 64D, un avance muy importante para la explotación en Mina.
En mayo de 2023 se designó al exgobernador de la provincia de Santa Cruz, Daniel Peralta, como nuevo interventor. En octubre de 2023, YCRT recibió la nueva locomotora que une Río Turbio con Punta Loyola llamada “Malvinas Argentinas”, puesta en funcionamiento en el mes de octubre de 2023 que traslada carbón desde Río Turbio a Punta Loyola, donde queda acopiado para futuras ventas logrando trasladar 1200 toneladas semanales.

### Gestión 2024-actualidad
El 26 de diciembre de 2023 se designó a Thierry Decoud como nuevo interventor. Fue despedido en septiembre del año siguiente por denuncias de corrupción.Decoud había sido señalado por su participación en el escándalo por una negociación con la empresa israelí TEGI Limited para la compra de 30.000 toneladas de carbón, una operación que no prosperó debido a las denuncias de maniobras irregulares de un intermediario, Andrés Gross. Según la investigación de la fiscalia habría solicitado dinero adicional al representante de TEGI en Argentina para cerrar el trato, lo que derivó en el escándalo y en la salida de Decoud. En su reemplazo fue designado Pablo Sebastián Gordillo Arriagada.
Los cambios se dieron luego de que el antiguo funcionario libertario se viera en vuelto en un escándalo de pedido de coimas.

## Características técnicas
El yacimiento de Río Turbio es una extensión del cinturón de afloramientos de la Formación Loreto, localizado en la Cuenca de Magallanes. La edad de la Formación Río Turbio se encuentra en discusión, pudiendo empezar a formarse a partir del Eoceno.
La mina produce carbón sub-bitumenoso.
Cuenta con cinco mantos, divididos en dos complejos carbonosos: Manto Inferior y Manto Superior (que forman el Complejo Carbonoso Inferior), y el Complejo Superior, formado por: Manto B, Manto A, y el Manto Dorotea. Este último es el más superficial de todos, y el único que es explotado. Se considera que posee reservas explotables de 26.466.682 toneladas.
El manto dorotea posee las siguientes características:
| Componente                 | Valor |
| -------------------------- | ----- |
| Humedad %                  | 7,65  |
| Materia volátil %          | 42,37 |
| Carbono fijo %             | 37,93 |
| Cenizas %                  | 12,05 |
| Poder calorífico (kcal/kg) | 5790  |

### Sistema de producción
Se utiliza el método de explotación long walls (frentes largos) en retroceso con explosiones controladas. El proceso cuenta con dos etapas: una primera en el interior de la mina, donde se preparan las galerías y extrae el carbón, y otra en el exterior, donde se procede al lavado y depuración del mineral. Los residuos son aproximadamente el 50% del material que se extrae, que debe ser lavado para poder ser utilizado como combustible.

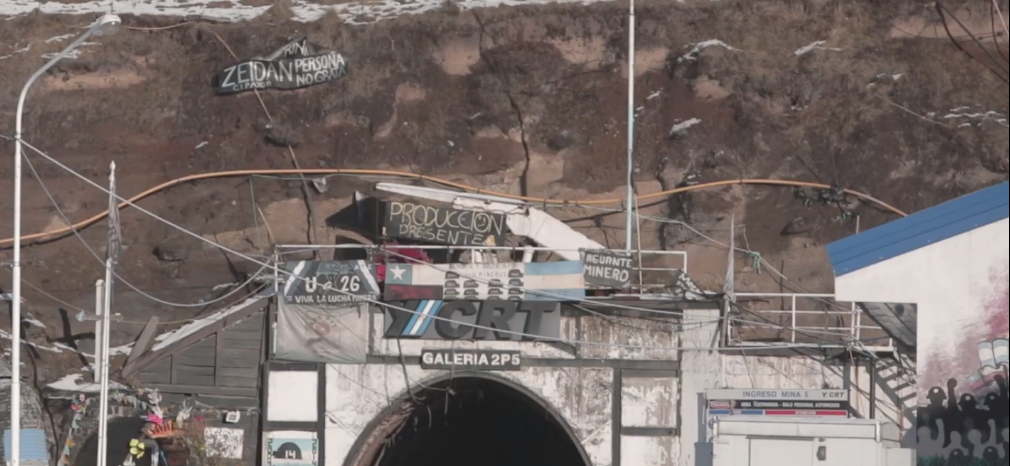
Acceso a la galería 2P5

En la etapa de lavado, se eliminan residuos como arcilla y arenisca. Luego, el carbón y a lavado es molido y tratado utilizando una solución densa con magnetita en suspensión. De esta manera, mediante decantación se separa la arcilla residual del carbón fino.
Los residuos de la primera etapa (llamados "estéril") son enviados a la planta depuradora del yacimiento, donde se precipitan y separan del agua mediante un desagote a nivel. El agua resultante de la planta depuradora se envía al arroyo San José, y los residuos sólidos se envían mediante cinta transportadora a una "pila de estéril" donde se acopia.
Existe una pila de estéril que acumula los residuos de hace más de 30 años, generando un riesgo ambiental por su proximidad al arroyo San José.
El carbón es trasladado por ferrocarril hasta Punta Loyola, un recorrido de 285 km que demora 8 horas, y desde allí se lo envía por barco a Buenos Aires.

## Ramal Ferroviario

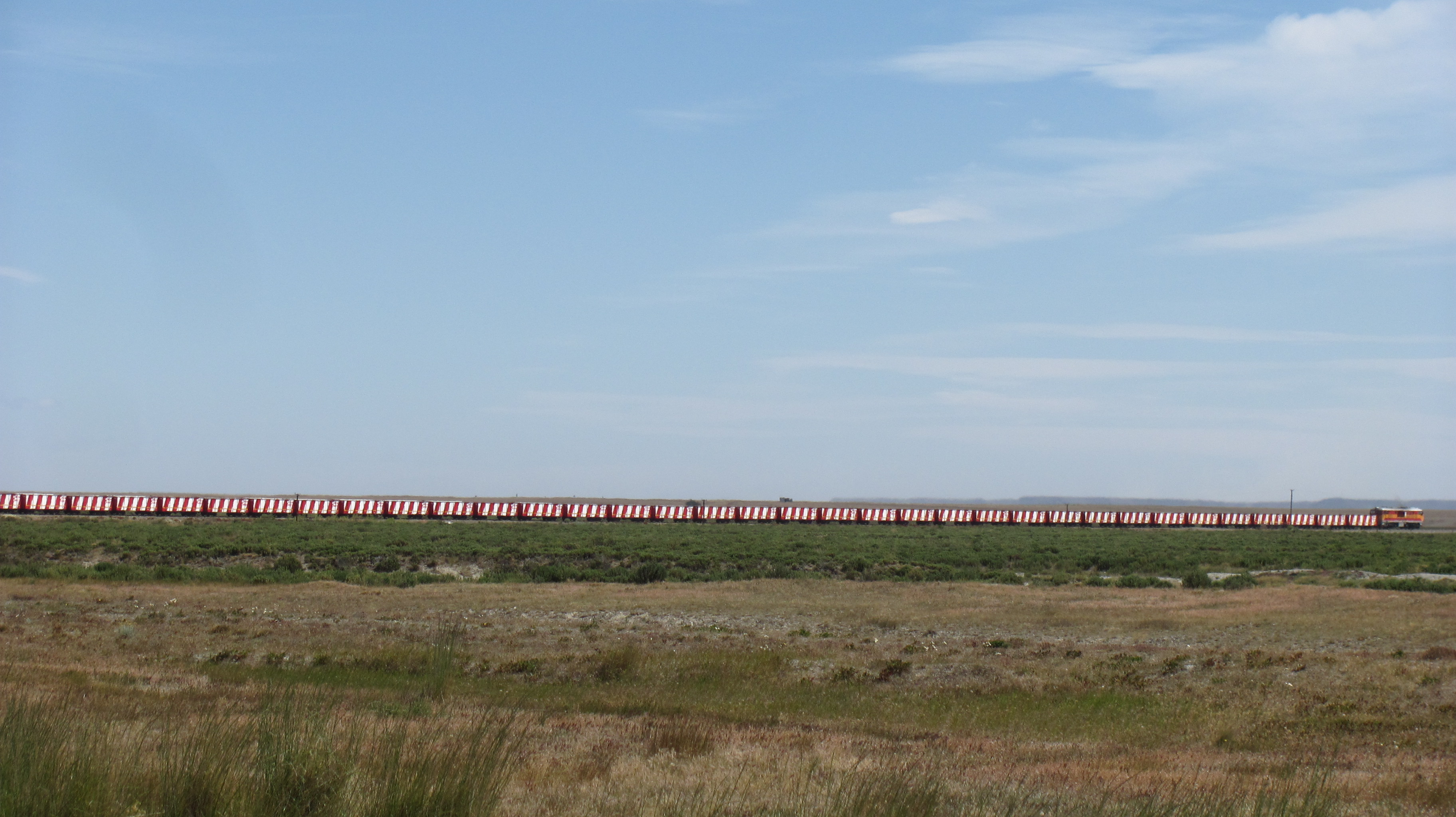
Formación del Ferrocarril de Río Turbio

El yacimiento cuenta con un ramal ferroviario propio para el transporte del carbón hacia el puerto de Punta Loyola, con un recorrido de 285 km. Se caracteriza por ser el ferrocarril de trocha angosta (750 mm) más austral del mundo aún en funcionamiento.
Fue inaugurado en 1951 tanto para uso de cargas como de pasajeros y, tras casi haber sido desactivado en la década de los noventa, funciona en la actualidad sólo para cargas.
En los últimos años se adquirieron locomotoras y locotractores de origen rumano y soviético, usados aunque refaccionados a nuevos, así como vagones nuevos fabricados por EMEPA. También, se renovaron 30 km de vías. Los vagones más recientes son una serie de 100 góndolas carboneras con frenos de aire comprimido Knorr-Bremse y dos coches de pasajeros fabricados por un consorcio argentino integrado por EMEPA y Ferromel S.A. en sus plantas de Chascomús y Laguna Paiva. Este proceso de adquisición, licitado en el año 2006, también incluyó la reconstrucción de 190 vagones del stock existente en talleres instalados por los contratistas en Río Turbio. La entrega de los vagones nuevos y reacondicionados fue completada a fines de 2011.